# Cricket in Bangladesch
Cricket ist in Bangladesch die wichtigste Sportart. Der professionelle Cricket-Sport wird vom Bangladesh Cricket Board (BCB) organisiert. Die bangladeschische Nationalmannschaft ist seit dem Jahr 2000 berechtigt Test Cricket zu bestreiten. Ihr größter Erfolg war der Viertelfinaleinzug beim Cricket World Cup 2015.

## Geschichte

### Cricket innerhalb Indiens und Pakistans
Das erste nachweisliche offizielle Cricketspiel fand 1941 in Dhaka statt. Bis 1947 war Bangladesch Teil Indiens und anschließend bis 1971 Pakistans und war somit in deren Struktur eingebunden. So wurde während der Zugehörigkeit zu Pakistan acht Test-Spiele in Dhaka ausgetragen.

### Eigenständigkeit und Aufstieg zur Test-Nation
Nach der Trennung musste Cricket in Bangladesch neu aufgebaut werden und mit einem Besuch des Marylebone Cricket Club im Jahr 1977 wurde die Grundlage gelegt damit das Land kurz darauf als Associate Member in den International Cricket Council aufgenommen wurde. Zwei Jahre später bestritt die Nationalmannschaft ihre erste Weltmeisterschafts-Qualifikation. Die erste Qualifikation zu einer Weltmeisterschaft glückte zum Cricket World Cup 1999. Daraufhin gründete man die National Cricket League die vorwiegend aus Provinzteams bestehend als Grundlage für First-Class-Cricket fungierte. Mit der Tour der indischen Mannschaft 2000/2001 wurde Bangladesch zur Test-Nation erhoben.

### Etablierung in der Welt
Ebenfalls 2000/2001 wurde die National Cricket League One-Day als List-A-Wettbewerb gegründet, die jedoch nur bis 2010/11 bestand und 2013 durch die Dhaka Premier League abgelöst wurde. Im Jahr 2007 wurde die Frauen-Nationalmannschaft gegründet. Ihr größter Erfolg war bisher der Gewinn des Asia Cups 2018. Die Nationalmannschaft konnte bisher zwei Mal die Vorrunde bei der Weltmeisterschaft überstehen (2007 und 2015) und 2017 das Halbfinale der Champions Trophy erreichen. Im Jahr 2011 trug das Land zusammen mit Sri Lanka und Indien den Cricket World Cup aus und 2014 die ICC World Twenty20. Für die Saison 2012/13 erfolgte mit der Gründung der Bangladesh Premier League (BPL) die Etablierung eines nationalen Twenty20-Wettbewerbes. In der gleichen Saison wurde mit der Bangladesh Cricket League ein weiterer First-Class Wettbewerb etabliert, der auf Basis von Zonen ausgetragen wird.

## Organisation
Der seit 1972 existierende Verband Bangladesh Cricket Board organisiert in Bangladesch sowohl das nationale, als auch das internationale Cricket. Er ist Vollmitglied im International Cricket Council.

## Nationales Cricket
Der vom BCB organisierte Cricket umfasst auf dem obersten Niveau folgende Wettbewerbe.

### First Class Cricket
Der wichtigste Wettbewerb im First-Class Cricket ist die National Cricket League, die vorwiegend zwischen Teams der Divisionen ausgetragen wird. Der 1999/2000 gegründete Wettbewerb wird vorwiegend als im Ligasystem ausgetragen. Die erfolgreichsten Mannschaften ist die Khulna Division, die den Wettbewerb bis heute 7 Mal gewinnen konnte.
Der zweite wichtige First-Class-Wettbewerb ist die Bangladesh Cricket League. In dem 2012/12 gegründeten Wettbewerb werden die Teams der Divisionen in Zonen aufgeteilt. Die erfolgreichste Mannschaft ist South Zone.

### List A Cricket
Mit dem Aufstieg zur Test-Nation wurde der List-A-Wettbewerb National Cricket League One-Day ausgetragen. Der bis zur Saison 2010/11 ausgetragene Wettbewerb wurde durch die Teams der Divisionen bestritten. Erfolgreichste Mannschaft war die Rajshahi Division.
Seit 2013/14 hat stattdessen die Dhaka Premier League List-A-Status erhalten. Der Club-Wettbewerb wird seit 1974/75 ausgetragen. Seit dem List-A-Status hat Abahani Limited mit drei Meisterschaften die Liga am häufigsten gewonnen.

### Twenty20 Cricket
Seit 2011/12 wird mit Bangladesh Premier League eine Twenty20-Franchise-Liga ausgetragen. Die Mannschaft mit den häufigsten Siegen ist Dhaka Platoon.

### Frauen-Cricket
Wichtigster Frauen-Cricket Wettbewerb ist die Dhaka Women’s Premier League, die auf Clubebene ausgetragen wird.

### Jugendcricket
Es gibt mehrere Ligen für verschiedene Altersklassen in Bangladesch. Wichtigste ist die U19-Liga, die Shaheed Sheikh Kamal Youth Cricket League, die mit zonalen Teams bestritten wird.

### Abseits der nationalen Ligen
Auf regionaler Ebene gibt es zahlreiche Cricketligen, vornehmlich von Clubs ausgetragen.

## Popularität des Crickets in Bangladesch
Cricket ist in Bangladesch die beliebteste Sportart. Es dient durch die Erfolge als Identifikation für die Nation. Die Top-Spieler sind begehrte Werbefiguren. So ist Cricket heute ein wichtiger Wirtschaftsfaktor in dem Land. Im Jahr 2017 wurden die Senderechte der BPL für 640 Crores (etwa 82 Millionen US-Dollar) für drei Jahre an Gazi TV vergeben.